# Watertoren (Arnhem)
De watertoren in Arnhem is ontworpen door architect Johannes van Biesen en werd gebouwd in 1925.
De watertoren heeft een hoogte van 22,5 meter en heeft één waterreservoir van 600 m³. De hoogte van de watertoren zelf is vrij gering vergeleken met andere watertorens, de watertoren is namelijk op 80 meter boven NAP gebouwd, dit zorgt voor voldoende druk op het water. De toren is gebouwd toen door de bouw van nieuwe wijken Geitenkamp en Paasberg een nieuwe watertoren nodig was.
In de onderste bouwlaag was een café gevestigd vanaf de bouw. In 1967 is in de onderste laag restaurant De Steenen Tafel gevestigd.
Aalten · 
Arnhem ·
Berg en Dal ·
Bontebrug ·
Culemborg ·
Doetinchem ·
Doorwerth ·
Ede ·
Eibergen ·
Ermelo ·
Harderwijk ·
Leur ·
Lochem · 
Nijkerk ·
Nijmegen ·
Oosterbeek ·
Radio Kootwijk ·
Tiel 
(Oude ·
Nieuwe) ·
Ulft ·
Wageningen
(Generaal Foulkesweg · Belvedère) ·
Winterswijk ·
Wolfheze ·
Zaltbommel
(Oude · Nieuwe) ·
Zutphen
(Drogenapstoren · Warnsveldseweg) ·